# Deutschenbora
Deutschenbora ist ein Gemeindeteil der sächsischen Stadt Nossen im Landkreis Meißen.

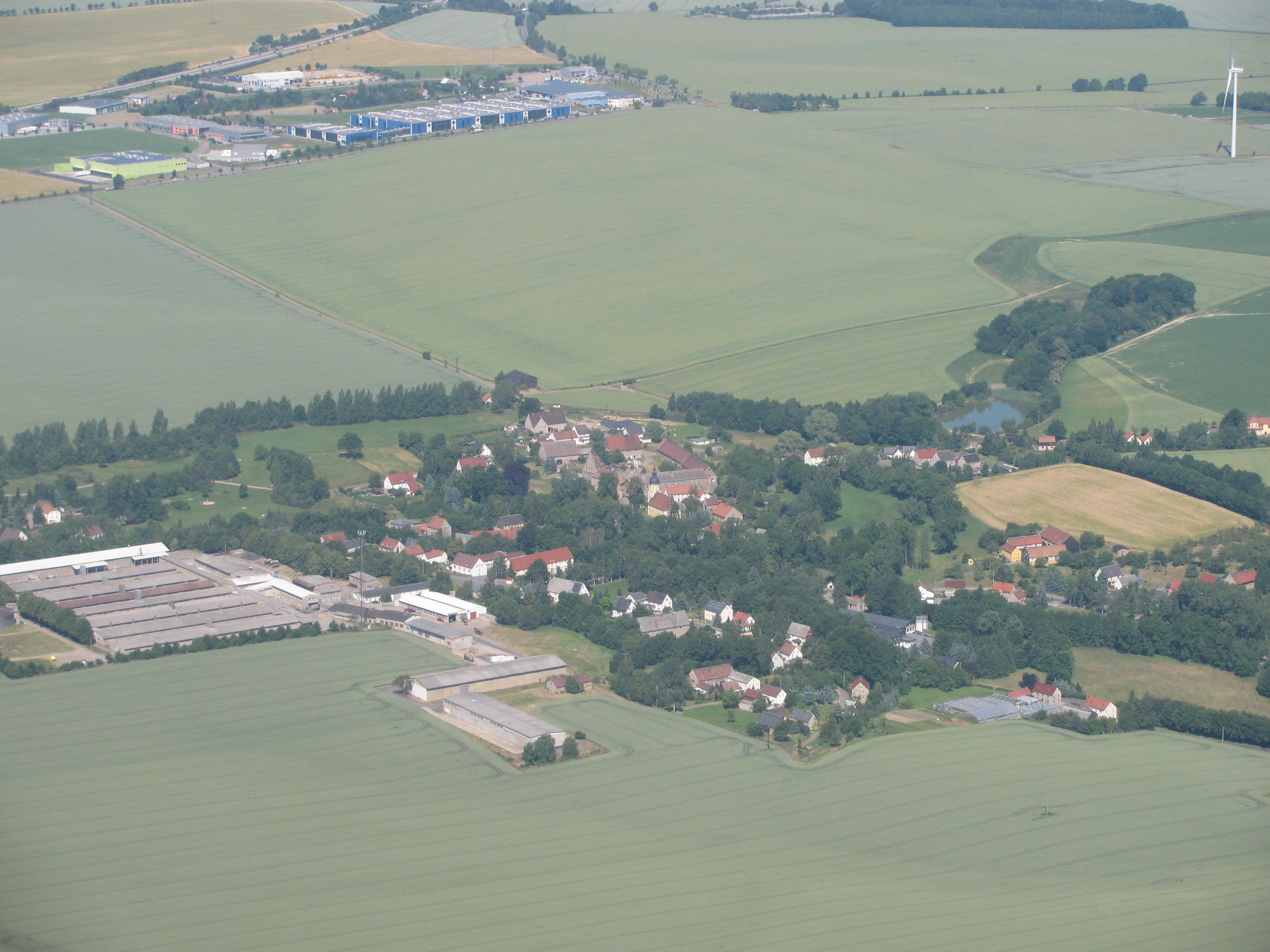
Deutschenbora aus der Luft gesehen

## Geographie

### Geographische Lage und Verkehr
Deutschenbora liegt etwa 4,5 Kilometer östlich von Nossen in Sachsen. Südöstlich des Ortes liegt das Autobahndreieck Nossen. Am Bahnhof Deutschenbora an der Bahnstrecke Borsdorf–Coswig hielten bis Dezember 2015 Regionalbahnen.

### Nachbarorte
Nachbarorte von Deutschenbora sind Mergenthal im Nordosten, Elgersdorf im Osten, Neukirchen im Südosten, Hirschfeld im Süden, Eula im Südwesten und Westen sowie Wendischbora im Nordwesten.

## Geschichte

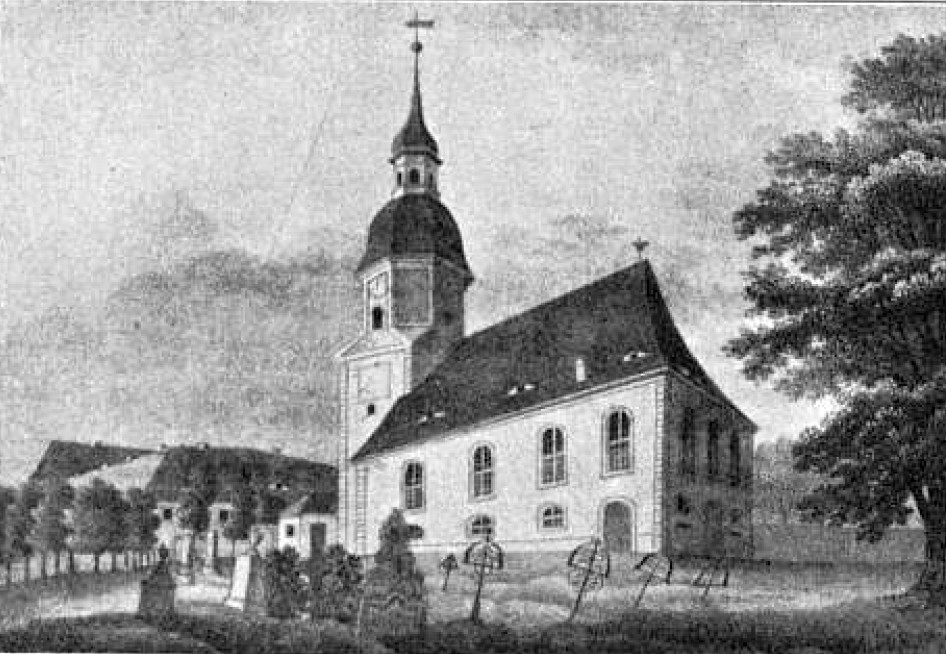
Kirche Deutschenbora um 1840

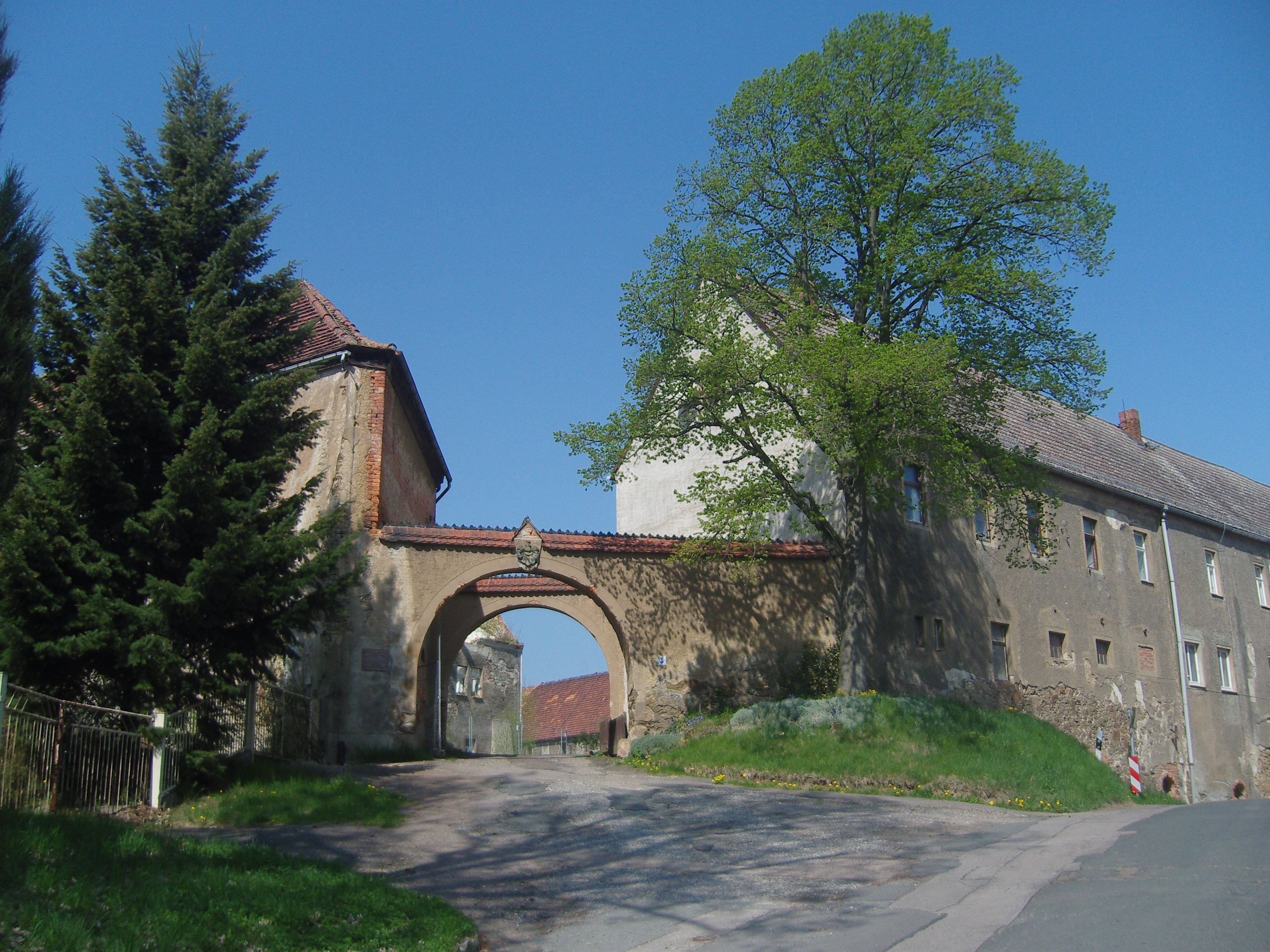
Ehemaliges Rittergut Deutschenbora (Aufnahme von 2011)

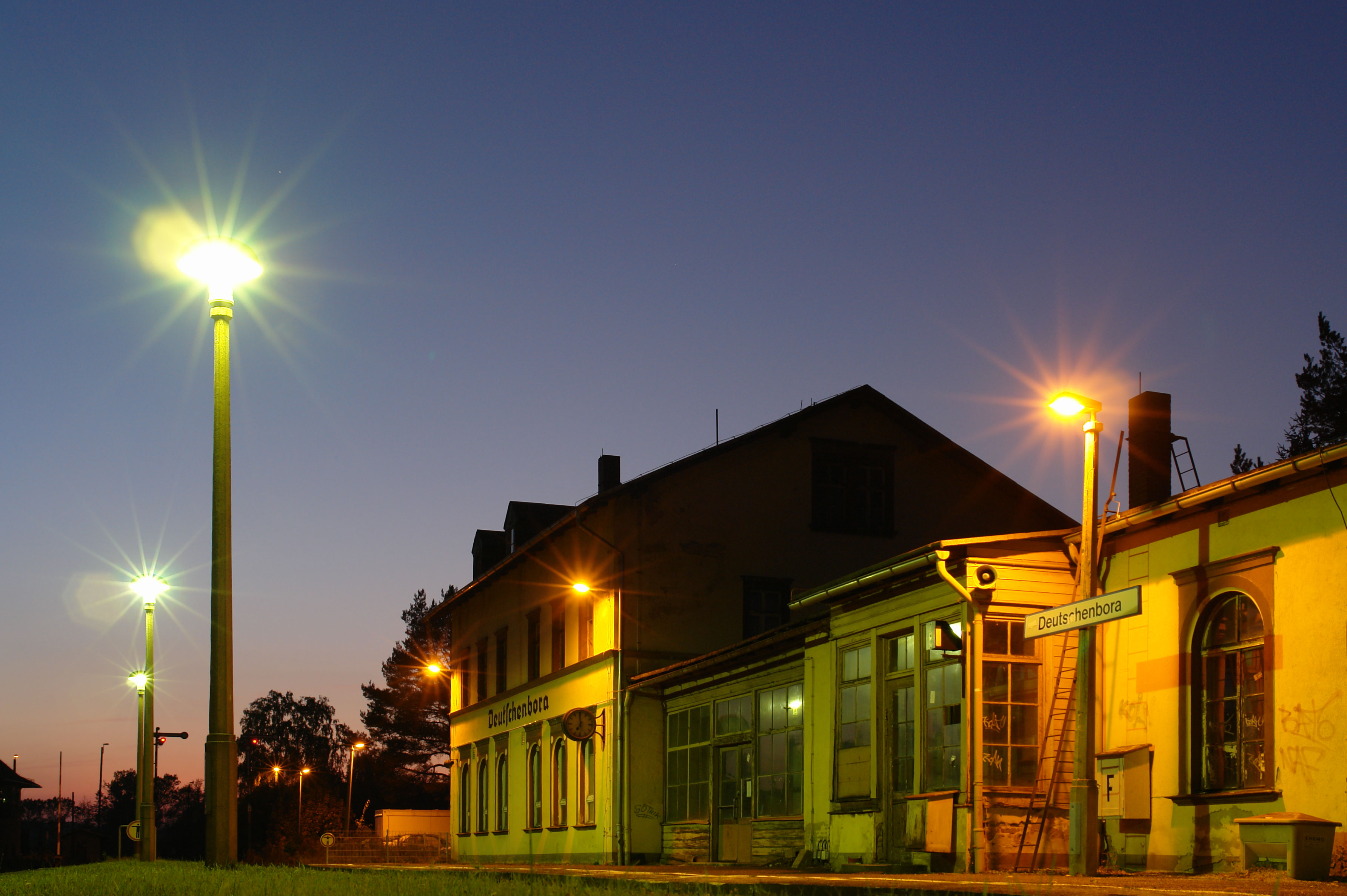
Bahnhof Deutschenbora an der Bahnstrecke Borsdorf–Coswig

### Ortsgeschichte
Die erste belegte Ortsnamenform datiert von 1282 als Bor, 1336 schreibt man Bor teutonicum. August Schumann nennt 1814 im Staats-, Post- und Zeitungslexikon von Sachsen Deutschenbora betreffend u. a.: 

„Es hat eine Mutterkirche, […], so wie ein Rittergut, zu welchem das Dorf mit 12 ¾ Hufen und 3 Mühlen gehören. Amtssässig aber gehören hierher die Dörfer: Gertzsch, Neu-Mergenthal und Ober-Eula. – Die Familie von Mergenthal hat dieses Rittergut seit vielen hundert Jahren im Besitz gehabt. Der letzte Besitzer, Philipp von Mergenthal, starb im J. 1748 unverheirathet, und mit ihm hat sich die ganze Familie von männlicher Linie geendiget. […] Im Dorfe ist auch  ein Geleitshaus, welches zum Rittergute Graubzig gehört.“

Albert Schiffner ergänzt 1828 u. a.: 

„Obereule gehört zum hies. Gute nur zum Theil, und Neumergenthal begreift nur Häusler. Das Gut trägt 1 Ritterpferd, gehörte 1547 nebst Hirschfeld und Neukirchen dem bekannten Wolf v. Mergenthal, […], und hat seine hübschen und ansehnlichen Gebäude auf einem Hügel über der Strasse.“

Das Rittergut gehörte ab 1748 der Familie von Ende und hatte nach dieser noch mehrere zumeist bürgerliche Besitzerwechsel. Letzter Besitzer war bis zur Enteignung 1945 Martin Francke. Das Herrenhaus diente bis 1998 als Schule und ist aufgrund des durch einen Brand Ende 2001 zerstörten Dachstuhles nicht mehr nutzbar. Das Wirtschaftsgebäude wird teilweise bewohnt.

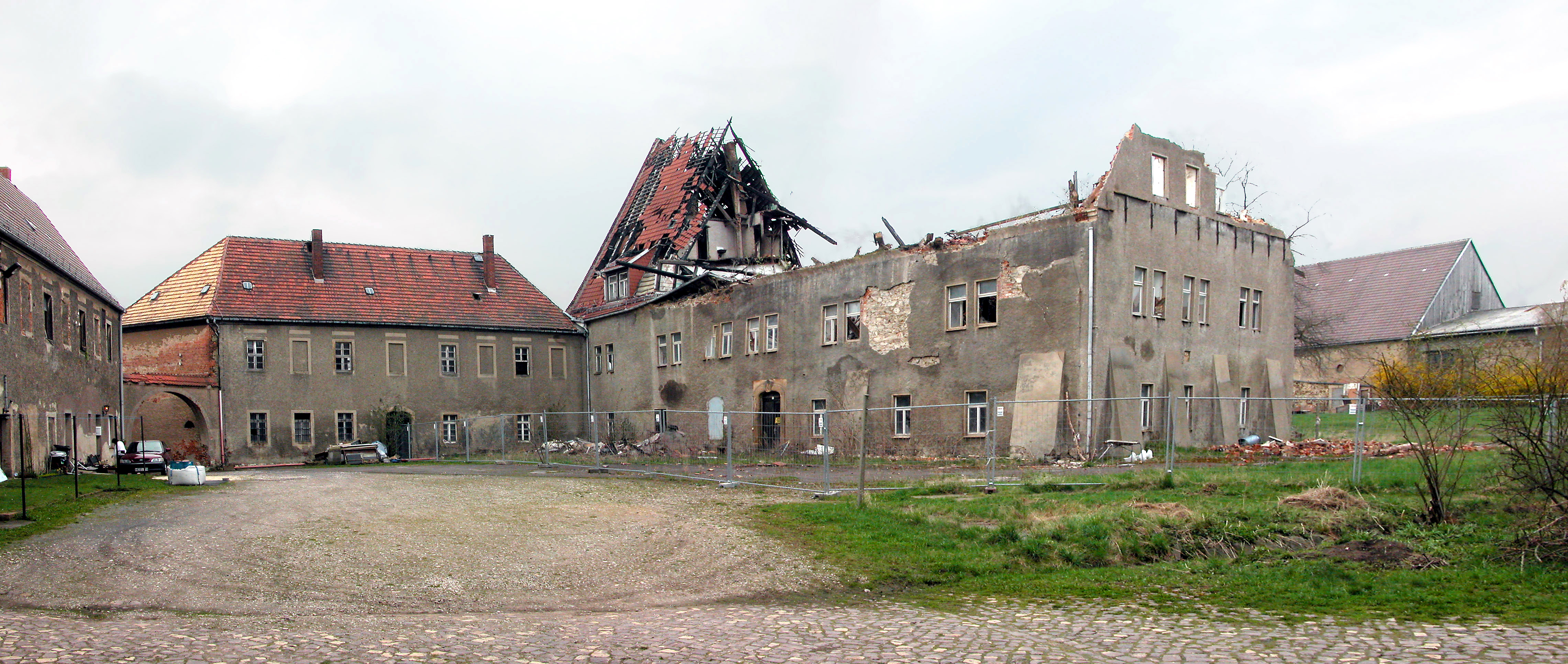
Rittergut mit 2001 abgebranntem Herrenhaus

Am 22. Dezember 1868 erhielt Deutschenbora mit dem gleichnamigen, etwa 1,3 Kilometer südwestlich der Ortsmitte gelegenen Bahnhof Eisenbahnanschluss an der Strecke Borsdorf–Coswig.
1935 wurden Elgersdorf und Mergenthal eingemeindet. Am 1. Januar 1996 wurde Deutschenbora mit seinen damaligen Ortsteilen Elgersdorf und Mergenthal in die Stadt Nossen eingemeindet.

### Entwicklung der Einwohnerzahl
| Jahr    | Einwohnerzahl                             |
| ------- | ----------------------------------------- |
| 1547/51 | 17 besessene Mann, 3 Häusler, 13 Hufen    |
| 1764    | 22 besessene Mann, 17 Häusler, 12 ¾ Hufen |
| 1834    | 283                                       |
| 1871    | 451                                       |
| 1890    | 561                                       |

| Jahr   | Einwohnerzahl |
| ------ | ------------- |
| 1910   | 638           |
| 1925   | 679           |
| 1939 1 | 849           |
| 1946 1 | 1401          |
| 1950 1 | 1291          |

| Jahr   | Einwohnerzahl |
| ------ | ------------- |
| 1964 1 | 1023          |
| 1990 1 | 834           |
| 1995   | 765           |
| 2019   | 478           |

### Kirche

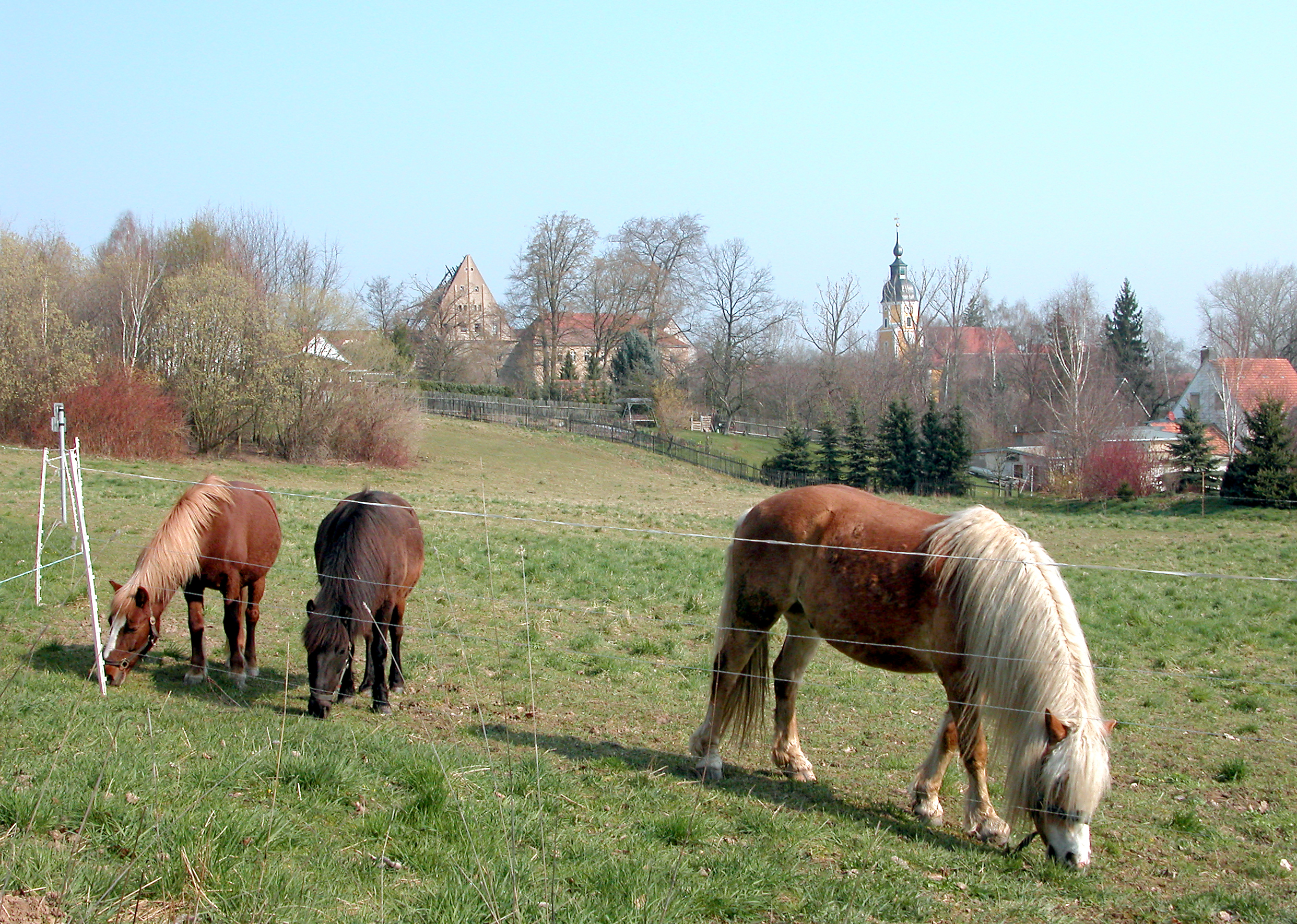
Deutschenbora mit Rittergut und Kirche

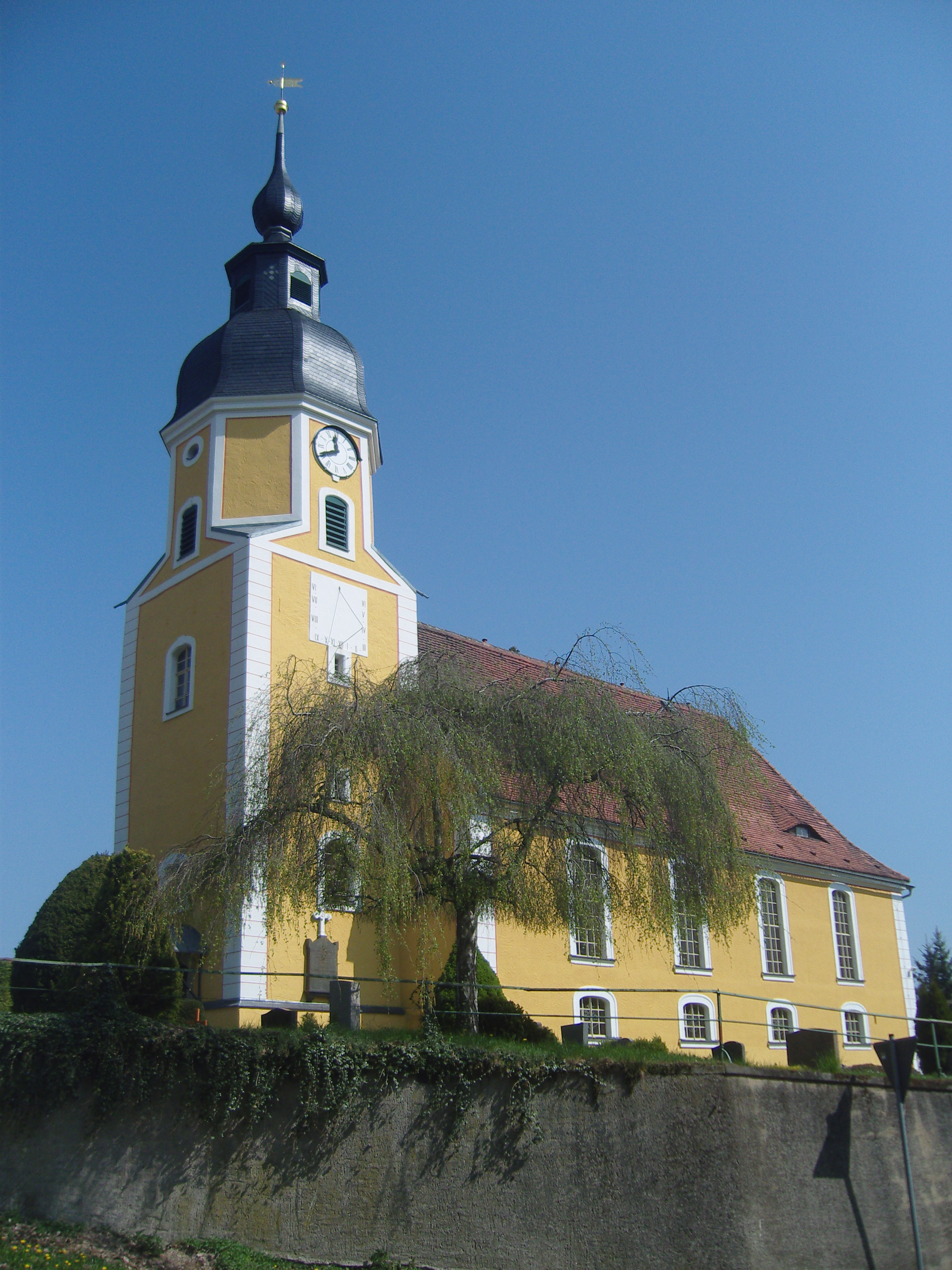
Evangelische Kirche Deutschenbora

Es ist wahrscheinlich, dass Deutschenbora von Beginn an ein eigenes Kirchgebäude hatte. Gesichert ist die Erwähnung eines Pfarrers aus Deu-czin-böre in einer Urkunde aus dem Jahre 1428.
1698 wurde der Bau von Grund auf erneuert und auf spätmittelalterlichen Fundamenten der 33 m hohe Kirchturm gebaut. Der im Renaissancestil gefertigte Taufstein datiert von 1562. Von 1700 bis 1708 wurde ein neues Kirchenschiff errichtet, welches um 1739 nach Osten erweitert wurde.

Die Kirche betreffend führt August Schumann im Staats-, Post- und Zeitungslexikon von Sachsen an: 

„Weil Bora in frühern Zeiten nur wenig Einwohner hatte, so war die Kirche des Dorfs Anfangs und lange Zeit hindurch das Filial von Hirschfeld. Als aber der letzte Besitzer des Dorfs auf dem Grunde und Boden desselben ein neues Dorf anlegte und es nach seinem Namen Mergenthal nannte, und jedem Einwohner etwas Feld und Gartenland ertheilte, als die Einwohnerzahl von Deutschenbohra selbst sich mehrte und die Einwohner von Elgersdorf unter die hiesige Kirchfahrt zu kommen wünschten, so wurde im Jahre 1708 hier ein eigener Pfarrer angestellt.“

Albert Schiffner ergänzt 1828 hierzu: 

„Die Kirche steht unter der Inspection Meissen und unter herrschaftlicher Collatur. Vor der Reform. gehörte sie unter die Sedes Roßwein. 1698 wurde sie von einer Frau v. Mergenthal ganz neu gebaut, und 1739 vom Domherrn Aug. Phil. v. M. verschönert und reichlich dotirt.“

In der Kirche findet sich ein Geschlechterzug der Mergenthaler. Die erste Tafel des Geschlechterzuges von 1556 zeigt angeblich die Großmutter von Martin Luthers Frau Katharina von Bora, 1667–1700 kamen noch zwei weitere Tafeln dazu.
Die älteste Glocke wurde 1561 in Freiberg gegossen. 2003 erfolgte die Erneuerung des Glockenstuhls. 1914 erhielt die Kirche eine neue Orgel, erbaut durch die Firma Eule aus Bautzen, sie wurde hinter den alten Orgelprospekt eingebaut. Der Orgelprospekt wurde 1740 vom Meißner Orgelbauer Johann Ernst Hähnel geschaffen. 1998 wurde der Dachstuhl saniert. 2003 wurde zunächst die Fassade des Kirchenschiffes saniert, im Jahre 2006 folgte der Kirchturm. Im Herbst 2011 begann die Außensanierung, wobei das Dach des Kirchenschiffes neu gedeckt wurde sowie notwendige Reparaturen am Dachstuhl durchgeführt. In die Dachhaut wurden auf der Südseite Gauben eingefügt und die auf der Nordseite neu in die Dachhaut eingebunden. Weiterhin wurden Dachklempnerarbeiten, Veränderungen an Trockenlegung sowie Putz- und Malerarbeiten an der Fassade durchgeführt und die Blitzschutzanlage erneuert.

## Persönlichkeiten
- Paul Rost (1904–1984), Polizeioffizier, Mitwirkender der Aktion T4 und der Aktion Reinhardt
- Helmuth Thierfelder (1897–1966), Dirigent
- Friedrich Voigtländer (1769–1844), evangelischer Theologe

## Vereine
In Deutschenbora gibt es eine Freiwillige Feuerwehr, den SV Deutschenbora e. V. und die Schützengilde Deutschenbora.